# غلظت مولار
غلظت مولار (به انگلیسی: Molar concentration) یا مولاریته (به انگلیسی: molarity) کمیتی از نوع غلظت است که برای سنجش غلظت محلول ها در علم شیمی کاربرد دارد.این کمیت به صورت نسبت تعداد مول حل شده در محلول به حجم کل محلول، تعریف می‌شود:
{\displaystyle c_{i}={\frac {n_{i}}{V}}}
در رابطه بالا {\displaystyle n_{i}} تعداد مول حل شده و {\displaystyle V} حجم کل محلول می‌باشد.
درضمن غلظت مولار را با M هم نشان میدهند
این کمیت در سیستم SI با واحد mol/m3 گزارش می‌شود اما به‌طور معمول از واحد mol\L برای گزارش مقدار مولاریته استفاده می‌شود.